# Blatačka kuća u Nerežišćima
Blatačka kuća nalazi se u Nerežišćima na otoku Braču.

## Opis
Sklop zgrada zvan „Blatačka kuća“ smješten je na sjevernome rubu naselja Nerežišća na otoku Braču. Građen je u 18. st. za privremeni boravak svećenika Pustinje Blaca i upravitelja njihovih imanja u nekadašnjem glavnom upravnom središtu otoka te za pohranu ulja, vina i meda koje su ukrcavali na brodove u luci Supetar. 
Sklop se razvio po rubnome dijelu zemljišta uz put na južnoj strani, s glavnim ulazom na zapadu. Kroz široki ulaz s kamenim nadvojem s medaljonom na kojem je u reljefu izrađen IHS pristupa se do kvadratnoga dvorišta. 
Ulaz je flankiran na južnoj strani stambenom jednokatnicom s visokim potkrovljem, a na sjeveru je građevina s trijemom u prizemlju i stambenim dijelom na prvom katu. Kamena vanjska stubišta smještena su pri uglu obiju kuća, a one su međusobno povezane zidanim prolazom s lukovima. 
Na južnoj strani stambene građevine u potkrovlju dvostrešni je luminar, a prema ostatcima nekadašnjega pokrova kuća je bila pokrivena kamenom pločom. Južna je građevina u prizemlju rastvorena širokim plitkim lukovima na zidanim pilonima s impostima, a taj je prostor korišten u gospodarske svrhe, kao spremište i zaklon za životinje.
Na istočnoj je strani bila prizidana terasa s cisternom na kojoj je nekad bila kruna bunara, a u produžetku, uz put prema Supetru, velika je gospodarska prizemnica s potkrovljem. Prema starim fotografijama i ova je prostrana građevina bila pokrivena kamenim pločama.
Na sjevernoj strani smješteno je prostrano gospodarsko dvorište. Sklop zgrada zvan „Blatačka kuća“ vrijedan je primjer malog ambijentalnog zatvorenog sklopa vezanog uz gospodarstvo i trgovinu Pustinje Blaca.

## Zaštita
Pod oznakom Z-5892 zaveden je kao nepokretno kulturno dobro - pojedinačna, pravna statusa zaštićena kulturnog dobra, klasificirano kao "stambene građevine".